# Aksaklı, Beşikdüzü
Aksaklı là một xã thuộc huyện Beşikdüzü, tỉnh Trabzon, Thổ Nhĩ Kỳ. Dân số thời điểm năm 2011 là 105 người.